# ألفا كابا
ألفا كابا (مواليد 29 يناير 1996) هو لاعب كرة سلة فرنسي يلعب في مركز لاعب هجوم قوي الجسم أو لاعب وسط في نادي عنتاب.

## روابط خارجية
- ألفا كابا على موقع الاتحاد الدولي لكرة السلة (الإنجليزية)
- ألفا كابا على موقع سبورتس رفرنس (الإنجليزية)
- ألفا كابا على موقع الدوري الإسباني لكرة السلة (الإسبانية)
- ألفا كابا على موقع كرة السلة الأوروبية.كوم (الإنجليزية)
- ألفا كابا على موقع ريلجم (الإنجليزية)
- ألفا كابا على موقع بروبوليرز (الإنجليزية)
- ألفا كابا على موقع سبورتس رفرنس (الإنجليزية)